# 马来亚社会主义青年同盟
马来亚社会主义青年同盟 (馬來語： ； abbrev. LPSM； MSYL)是马来亚联合邦的一个活跃于1954年至1958年的政党。
1954年8月2日，工运领袖V大卫正式建立马来亚社会主义青年同盟，其党员大多数为学潮出身的华校中学生。随后，学运领袖郑文波接过领导权。1957年晚，马来亚社会主义青年同盟正式加入马来亚人民社会主义阵线。然而，由于其激进作风，1958年10月1日，联盟政府指控该党“被共产党渗透”，下令其解散。郑文波被捕，大部分党员随即加入马来亚人民党和马来亚劳工党，V大卫日后也成为劳工党副主席、中委。马来亚社会主义青年同盟由此成为劳工党事实上的青年翼。